# آدریان گارل
آدریان گارل (فرانسوی: Adrien Garel‎؛ زادهٔ ۱۲ مارس ۱۹۹۶) دوچرخه‌سوار اهل فرانسه است.
از باشگاه‌هایی که در آن رکاب زده‌است می‌توان به تیم دوچرخه‌سواری ویتال کونسپت اشاره کرد.
وی در مسابقات کشوری و بین‌المللی در مجموع برندهٔ ۱ مدال طلا شده‌است.